# レドモンドタウンセンター
レドモンドタウンセンターはレドモンドにある商業施設とオフィスを備えた複合型の施設である。

## 概要
シアトルの北東約19kmに位置するJSH Propertiesが運営する屋外型の複合施設である。
敷地面積は6万4635平方メートルで約120店の商業施設と延べ床面積5万5800平方メートルのオフィススペースで構成されている。1997年に長年使用されていなかったゴルフ場を利用して開業した。
マイクロソフトやNintendo of Americaなどをはじめとした多くのハイテク産業関連企業があるレドモンド市の中心部にあることから、昼間は市内だけでも7万5千人を超えるビジネスマンやビジネス旅行客、市内の居住者などの客層が対象となる。周辺の商圏人口は約49万人で、彼らの平均世帯年収は約12万ドルである。世帯主の約半数は学士及び修士取得者であり、また世帯主の45%以上は年収10万ドル以上という恵まれた商圏に位置している。

## 商業施設

### 主要なテナント

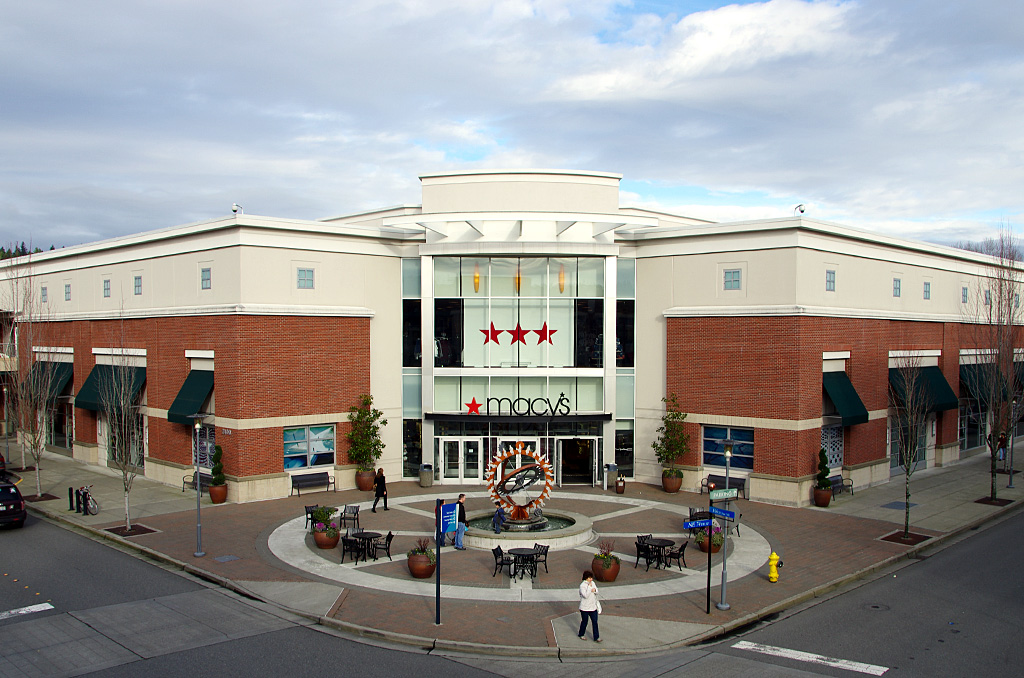
レドモンドタウンセンターにあるメイシーズ

- Macy's
- REI（英語版）
- Cost Plus World Market（英語版）
- Bed Bath & Beyond
- Petco（英語版）

### その他の主なテナント
- White House Black Market（英語版）
- Chico’s（英語版）
- Ann Taylor（英語版）
- Gymboree（英語版）
- American Eagle Outfitters
- Gap
- The MAC Store（英語版）
- Victoria's Secret（英語版）

### 主要なレストラン及びエンターテインメント施設
- Claim Jumper（英語版）
- Thai Ginger
- Red Robin（英語版）
- Matts’ Rotisserie & Oyster Bar
- Spazzo Italian Grill & Wine Bar
- BJ’s Restaurant & Brewhouse
- iPic Theaters

### ホテル

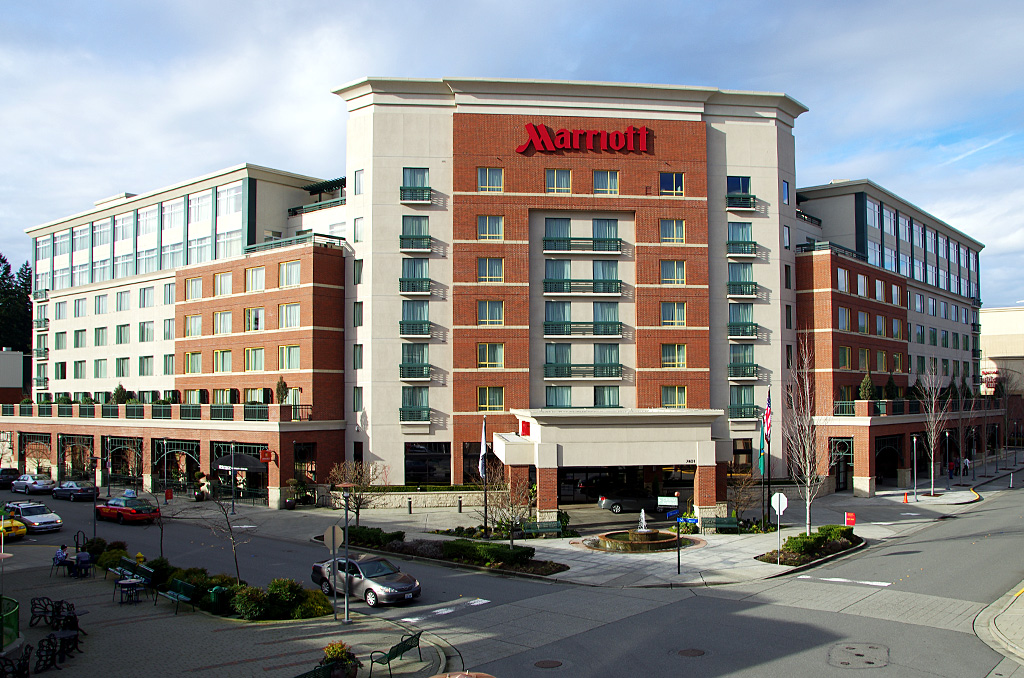
レドモンドタウンセンターにあるマリオットタウンセンター

- Redmond Marriott Town Center
- Residence Inn by Marriott

## オフィス
主要なオフィススペースは3階から5階建ての6つのビルで構成されている。西側の3棟はAT&Tによって、東側の3棟はMicrosoftによって使用されている。またマリオットホテルの西側にある小さめのビルにはLake Washington School Districtの管理事務所が入居している。